# Hallsberg (comuna)
Hallsberg ou Halsberga (em sueco: Hallsberg kommun) é uma comuna da Suécia localizada no condado de Orebro. Sua capital é a cidade de Hallsberg. Possui 637 quilômetros quadrados e segundo censo de 2018, havia 15 954 habitantes.